# Regeringen Jonathan Motzfeldt I
Regeringen Jonathan Motzfeldt I var Grønlands første regering efter indførelse af hjemmestyre i 1979. Den blev dannet efter det første valg til Inatsisartut. Siumut fik absoult flertal i Inatsisartut med 13 af 21 pladser og dannede en flertalsregingen med Jonathan Motzfeldt som landsstyreformand.

## Regeringen
Landsstyret som bestod af 5 medlemmer varede fra 7. maj 1979 til 2. maj 1983.
| Ressortområde                        | Minister | Minister           | Tiltrådt posten | Forlod posten | Parti  |
| ------------------------------------ | -------- | ------------------ | --------------- | ------------- | ------ |
| Landsstyreformand                    |          | Jonathan Motzfeldt | 7. maj 1979     | 2. maj 1983   | Siumut |
| Landsstyremedlem for Erhvervsområdet |          | Lars Emil Johansen | 7. maj 1979     | 2. maj 1983   | Siumut |
| Landsstyremedlem for Socialområdet   |          | Moses Olsen        | 7. maj 1979     | 2. maj 1983   | Siumut |
| Landsstyremedlem for Bygder          |          | Anders Andreassen  | 7. maj 1979     | 2. maj 1983   | Siumut |
| Landsstyremedlem for Kulturområdet   |          | Thue Christiansen  | 7. maj 1979     | 2. maj 1983   | Siumut |